# پاول اسپراکمن
پاول اسپراکمن (به انگلیسی: Paul Sprachman) (زادهٔ ۲۶ مهٔ ۱۹۴۷ در نیویورک) دانشیار ادبیات و زبان فارسی در دانشگاه راتگرز ایالت نیوجرسی آمریکا و نایب‌رئیس مرکز مطالعات خاورمیانه در ایالات متحدهٔ آمریکا است. وی در روستایی در ایالت نیوجرسی آمریکا با نام «هایلند پارک» زندگی می‌کند.

## تحصیلات
پاول اسپراکمن تحصیلاتش در زمینه زبان بوده است. وی لیسانس خود را در استونی بروك  نیویورك در رشته زبان كلاسیك انگلیسی گرفت و دو فوق لیسانس از دانشگاه های شیكاگو و راتگرز در رشته های زبان عربی و تدریس زبان دارد. مدتی را نیز در دانشگاه تهران زبان فارسی خواند. در سال ۱۹۸۱ دکتری زبان و ادبیات فارسی را از دانشگاه شیکاگو دریافت کرد. به علاوه فرصت های مطالعاتی در تونس برای آموختن زبان عربی و در افغانستان برای آموختن زبان فارسی داشته است. به زبان‌های فارسی، عربی، لاتین، آلمانی، هندی، اردو، فرانسوی، ترکی و روسی مسلط است.

## تدریس
اسپراکمن در سالهای ۱۹۸۸ تا ۲۰۱۴ در دانشگاه راتگرز نیوجرسی تدریس زبان و ادبیات فارسی را به عهده داشت. همچمین درسِ «درآمدی بر آموزش انگلیسی به عنوان زبان دوم» را تدریس می‌کرد و مشاور دانشگاهی انجمن علامه اقبال  بود.  نیز تدریس درس «زبان و ادبیات انگلیسی» در دانشگاه اصفهان (در سال‌های ۱۹۷۵–۱۹۷۹) را در کارنامه دارد.
اسپراکمن ویراستاری بخش انگلیسی مجله ایران شناسی را به عهده داشت.

## ترجمه‌ها
اسپراکمن کتاب‌هایی را به زبان انگلیسی ترجمه کرده‌است:
- سفر به گرای دویست و هفتاد درجه، نوشتهٔ احمد دهقان
- شطرنج با ماشین قیامت، به قلم حبیب احمدزاده
- دا، نوشته سیده زهرا حسینی
- نورالدین پسر ایران: خاطرات سید نورالدین عافی، نوشته معصومه سپهری
- پایی که جا ماند، نوشته سید ناصر حسینی پور
- اسماعیل، نوشتهٔ امیرحسین فردی
- داستان‌های شهر جنگی، نوشتهٔ حبیب احمدزاده
- ترجمه دو قرن سکوت، نوشته عبدالحسین زرین کوب

این مترجم، ترجمهٔ داستان «کباب غاز» محمدعلی جمال‌زاده، ترجمهٔ داستان «سفر عصمت» ابراهیم گلستان، ترجمهٔ داستان «یکی بود یکی نبود» جمالزاده (با همکاری حشمت مؤید) ترجمهٔ غربزدگی جلال آل‌احمد و مقالات متعدد دربارهٔ طنز و هجو فارسی از جمله دربارهٔ عبید زاکانی، ایرج میرزا، حاجی بابای اصفهانی و گنج و درهٔ جنی ابراهیم گلستان را نیز در کارنامهٔ خود دارد.